# Zofia Elżbieta Kalinowska

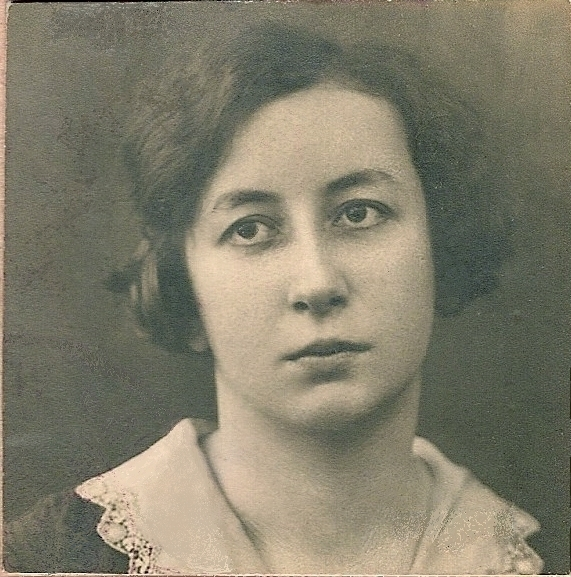
Zofia Frydlewicz (1926)

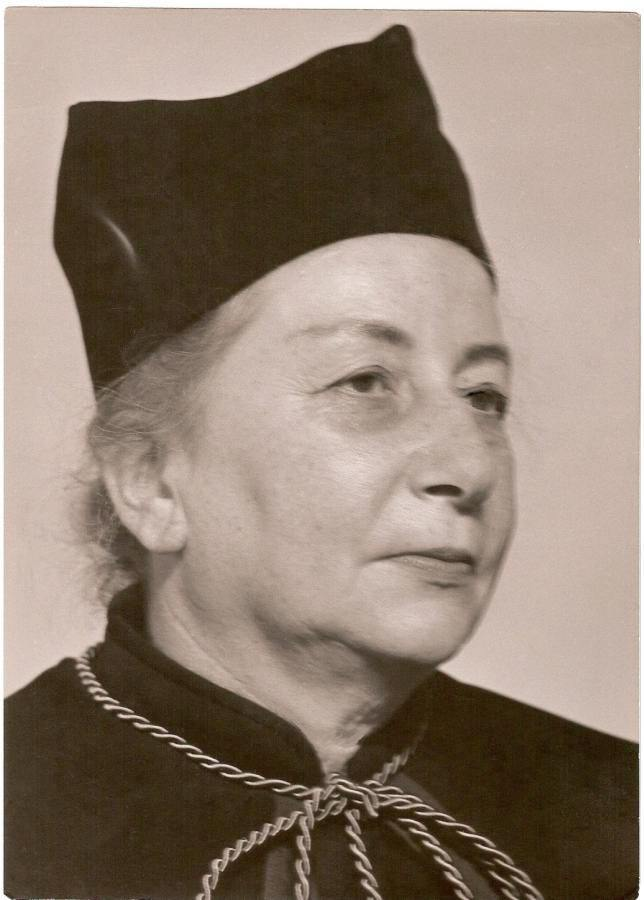
Zofia Kalinowska (1967)

Zofia Elżbieta Kalinowska z domu Frydlewicz (ur. 4 lutego 1907 w Birczy, zm. 16 lutego 1996 w Olsztynie) – polski naukowiec – farmaceutka, profesor farmakognozji i toksykologii weterynaryjnej, doctor honoris causa Akademii Medycznej w Lublinie, poliglotka, społecznik.

## Życiorys
Urodziła się 4 lutego 1907 r. w Birczy pow. Sanok, jako pierwsze dziecko Franciszka Frydlewicza i Klementyny, Joanny z domu Semkowicz (w 1911 r. urodziła się druga córka Ludmiła). Ojciec Zofii był sędzią. Studia ukończył w 1897 r. na Wydziale Prawa i Nauk Politycznych na Uniwersytecie Lwowskim im. Jana Kazimierza we Lwowie, a tytuł sędziego uzyskał po złożeniu egzaminów sędziowskich we Lwowie w 1903 r. Matka Zofii była malarką.
W 1912 r. Zofia wraz z rodziną przeniosła się do Czortkowa. Tam zaczęła naukę w szkole podstawowej. W 1914 r. Franciszek Frydlewicz został wcielony do armii austriackiej, dostał się do niewoli rosyjskiej i wywieziony został w głąb Rosji (gdzie przebywał w obozie jenieckim 7 lat). W tym samym roku 1914 matka wraz z dwoma córkami przeniosła się do Znojma (Czechy). Zofia ukończyła tam szkołę podstawową, pobierając naukę w języku niemieckim. Po powrocie do Czortkowa Zofia uczyła się w tamtejszym gimnazjum w latach 1919-1920. W 1920 r. przenieśli się do Poznania. W 1921 r. Franciszek Frydlewicz powrócił z niewoli. Otrzymał nominację na sędziego w Sądzie w Poznaniu. Zofia uczęszczała do Liceum Ogólnokształcącego im. Generałowej Zamoyskiej w Poznaniu i w 1926 r. otrzymała maturę. W latach 1926–1930 studiowała na Uniwersytecie Poznańskim, Oddział Farmaceutyczny. W 1930 r. uzyskała tytuł magistra farmacji, a już rok wcześniej została młodszym asystentem przy katedrze farmakognozji Uniwersytetu Poznańskiego. Po uzupełnieniu studiów na Wydziale Matematyczno-Przyrodniczym UP i przedłożeniu rozprawy doktorskiej otrzymała w 1932 r. stopień doktora farmakognozji z wynikiem summa cum laude. W 1931 r. zawarła związek małżeński z kolegą ze studiów Kazimierzem Kalinowskim.
W 1931 r. została starszym asystentem przy katedrze farmakognozji Oddziału Farmaceutycznego Uniwersytetu Poznańskiego. Po nagłej śmierci w 1931 r. kierownika katedry farmakognozji, prof. Stanisława Biernackiego, pełniła obowiązki adiunkta tej katedry, a także prowadziła wykłady przemiennie z dziekanem, prof. Janem Dobrowolskim. Kierowała pracami magisterskimi. Od 1933 r. oficjalnie była wykładowcą uniwersyteckim. W 1935 r. urodziła syna Andrzeja, Franciszka a 1936 r. córkę Jadwigę, Zofię. W latach 1937–1938 współpracowała z redakcją Encyklopedii Farmaceutycznej wydawanej w Poznaniu.
Na początku II wojny światowej, w listopadzie 1939 r. została wysiedlona wraz z dziećmi z domu w Poznaniu i umieszczona w obozie niemieckim przesiedleńczym w Głównej pod Poznaniem. W połowie grudnia 1939 r. wywieziona dalej do utworzonego przez Niemców Generalnego Gubernatorstwa, do Koniecpola. Tam pracowała w aptece do 1942 r. Po odnalezieniu męża Kazimierza, który zaginął podczas działań wojennych, przeprowadziła się do Błażowej, gdzie w latach 1942–1945 oboje pracowali w miejscowej aptece. Jako czynna farmaceutka propagowała uświadomienie sanitarno-higieniczne ludności wiejskiej. Z braku lekarza w 1944 r. czynnie zwalczyła epidemie dyfterytu i czerwonki. W latach 1940–1944 brała udział w tajnym nauczaniu na poziomie szkoły średniej i przy organizowaniu tajnych matur. W latach 1944–1945 uczyła w miejscowym gimnazjum, założonym przez jej męża, takich przedmiotów jak biologia, chemia i język angielski. Współorganizowała także matury.
W lipcu 1945 r. została powołana na stanowisko zastępcy prof. w katedrze farmakognozji z obowiązkiem zorganizowania tej katedry przy Wydziale Farmaceutycznym Uniwersytetu Marii Curie-Skłodowskiej w Lublinie (pierwszego uniwersytetu w powojennej Polsce). W tym celu przeprowadziła się wraz z całą rodziną do pod lubelskich Bełżyc. Organizacja katedry przebiegła sprawnie i szybko mimo ogromnych powojennych trudności z uzyskaniem czegokolwiek. Zorganizowała księgozbiór zawierający ok. 1000 pozycji w tym niektóre b. cenne, zgromadziła preparaty naukowe, tablice z anatomii i morfologii roślin leczniczych oraz bezcenne mikroskopy, jako pomoce do nauki. Kształciła grono asystentów do pracy w tej katedrze. Jako kierownik katedry pracowała do 1952 r.
W bardzo ciężkich warunkach powojennych musiała godzić prace na uczelni z pracą w oddalonej o 21 km aptece, wykonując dodatkowo całkowite zaopatrzenie apteki w leki. Po uzyskaniu mieszkania, w 1947 r. przeniosła się do Lublina, by całkowicie poświęcić się pracy na rzecz nauki.
Wykładała farmakognozję, historię farmacji i propedeutykę na wydziale farmaceutycznym UMCS, a później w Akademii Medycznej w Lublinie (powstałej w 1950 r.). W 1948 r. założyła ogród farmakognostyczno-botaniczny w Lublinie (pierwszy w powojennej Polsce), który dostarczał cenne surowce do badań dla studentów i naukowców. W latach 1949–52 była radną ds. służby zdrowia, a także przewodnicząca wojewódzkiej komisji zdrowia w Lublinie (w latach 1950–52). W latach 1950–52 była dziekanem wydziału Farmaceutycznego Akademii Medycznej w Lublinie.
W 1952 r. przeniosła się do Łodzi wraz z rodziną. W latach 1953–1955 była wykładowcą na Politechnice Łódzkiej w Łodzi, na wydziale Chemii Spożywczej. a także promotorem prac magisterskich. Jednocześnie, w latach 1953–57, była nauczycielką przedmiotów zawodowych w Technikum Farmaceutycznym (obecnej Szkoły Policealnej nr 2 im. Marii Skłodowskiej-Curie w Łodzi). Jednocześnie w latach 1953–54 była dyrektorem tej szkoły.
Dzięki staraniom byłych wychowanków z UMCS i Akademii Medycznej w Lublinie została zrehabilitowana w 1956 r. W latach 1957–1958 pracowała w Instytucie Leków w Warszawie.
W latach 1958–1966 pracowała na stanowisku adiunkta w katedrze Chemii Farmaceutycznej Akademii Medycznej w Łodzi.
W 1964 r. uzyskała habilitację na wydziale Farmaceutycznym Akademii Medycznej w Łodzi na podstawie obrony pracy habilitacyjnej.
W 1966 r. przeniosła się do Olsztyna, gdzie wraz z mężem organizowali dwie katedry na nowo utworzonym Wydziale Weterynarii Wyższej Szkoły Rolniczo-Technicznej w Olsztynie (obecnie Uniwersytet Warmińsko-Mazurski). Znów od podstaw zorganizowała Katedrę Toksykologii. W 1973 r. uzyskała nominację naukową profesora. W latach 1966–1977 była kierownikiem katedry Toksykologii na Wydziale Weterynarii. Była członkiem Rady Naukowej Instytutu Biologii Stosowanej w latach 1973–1977 i zastępcą dyrektora Instytutu Podstawowych Nauk Weterynaryjnych. W latach 1967–1973 jako przewodnicząca Oddziału Olsztyńskiego Polskiego Towarzystwa Farmaceutycznego była organizatorką i kierowniczką naukową Studium Podyplomowego dla magistrów farmacji. Prowadziła także studia specjalistyczne I i II stopnia dla magistrów farmacji.
W 1977 r. przeszła na emeryturę, ale jeszcze do 1988 r. prowadziła wykłady zlecone na Wydziale Weterynarii i na Wydziale Rybactwa i Ochrony Wód i Rybactwa Śródlądowego Akademii Rolniczo-Technicznej w Olsztynie oraz kierowała pracami magisterskimi z tego zakresu.
Wytchnieniem od pracy naukowej była muzyka. Świetnie grała na fortepianie (według oceny znawców). Przygotowanie muzyczne uzyskała w szkole podstawowej i gimnazjum oraz na prywatnych lekcjach gry na fortepianie. Grała muzykę Chopina, Bacha, Beethovena, Mozarta, Griega i innych.
7 stycznia 1995 r. Akademia Medyczna w Lublinie (później Uniwersytet Medyczny w Lublinie) nadała jej tytuł doktora honoris causa.
Zmarła 16 lutego 1996 r. w Olsztynie i została pochowana we wspólnym grobowcu z mężem Kazimierzem, na cmentarzu komunalnym w Olsztynie.

## Osiągnięcia naukowe (wybór)
Autorka ponad 100 prac naukowych z dziedziny surowców roślinnych lekarskich, oznaczeń ilościowych preparatów farmaceutycznych metodami argentometrycznymi, kulometrycznymi, innymi mikrooznaczeniami leków. Z dziedziny toksykologii były to prace wykazujące szkodliwe działanie nieprawidłowego stosowania pestycydów, środków konserwujących i innych substancji toksycznych u zwierząt domowych i pszczół. Publikowane były w polskich czasopismach naukowych w kraju i tłumaczone na język angielski w pismach zagranicznych.
Udowodniła w swej pracy w 1950 r., że to Polak był twórcą pojęcia i nazwy „farmakognozja”.
Napisała wiele rozpraw na temat polskich nazw roślin dopisanych do dzieł staroniemieckich z XVI wieku, oraz monografię kor stosowanych w lecznictwie.
Była propagatorką wiedzy dla szerokich odbiorców na terenie Polski, wygłaszając referaty (z ramienia Polskiego Towarzystwa Farmaceutycznego) o szkodliwości niektórych leków takich jak talidomid dla kobiet w ciąży, preparatów piperazyny u dzieci i innych
Uczestniczyła w ponad 60 krajowych i międzynarodowych zjazdach naukowych, sympozjach i sesjach referując swoje prace.
Perfekcyjnie znała w piśmie i mowie język niemiecki, francuski, angielski i łacinę. Biegle znała rosyjski, czeski i włoski.

## Pełnione funkcje
- Członek zarządu Polskiego Towarzystwa Botanicznego (1946–1952)
- Członek zarządu Polskiego Towarzystwa Farmaceutycznego, przewodniczącą oddziału Lubelskiego (1950–1952)
- Przewodnicząca Oddziału Olsztyńskiego Polskiego Towarzystwa Farmaceutycznego (1967–1973)
- Współpracownik Komisji Farmakopei Polskiej w podkomisji farmakognostycznej i nomenklaturowej.
- Współpracownik naukowy w czasopiśmie Arzneimittel-Standardisierung wydawanym w Berlinie.
- Referent polskich prac analitycznych w Chemisches Zentralblatt wydawanym przez Niemiecką Akademię Nauk, Berlin-Lipsk.
- Współredagowała Farmakopeę Polską IV.

## Wyróżnienia (wybór)
Otrzymane wyróżnienia i medale:
- Krzyż Kawalerski Orderu Odrodzenia Polski, medal im. Ignacego Łukasiewicza, medal Komisji Edukacji Narodowej, medal zasłużony dla Akademii Medycznej w Lublinie.
- Tytuł Doktora Honoris Causa – otrzymany w 1995 r.